# Kuhmo

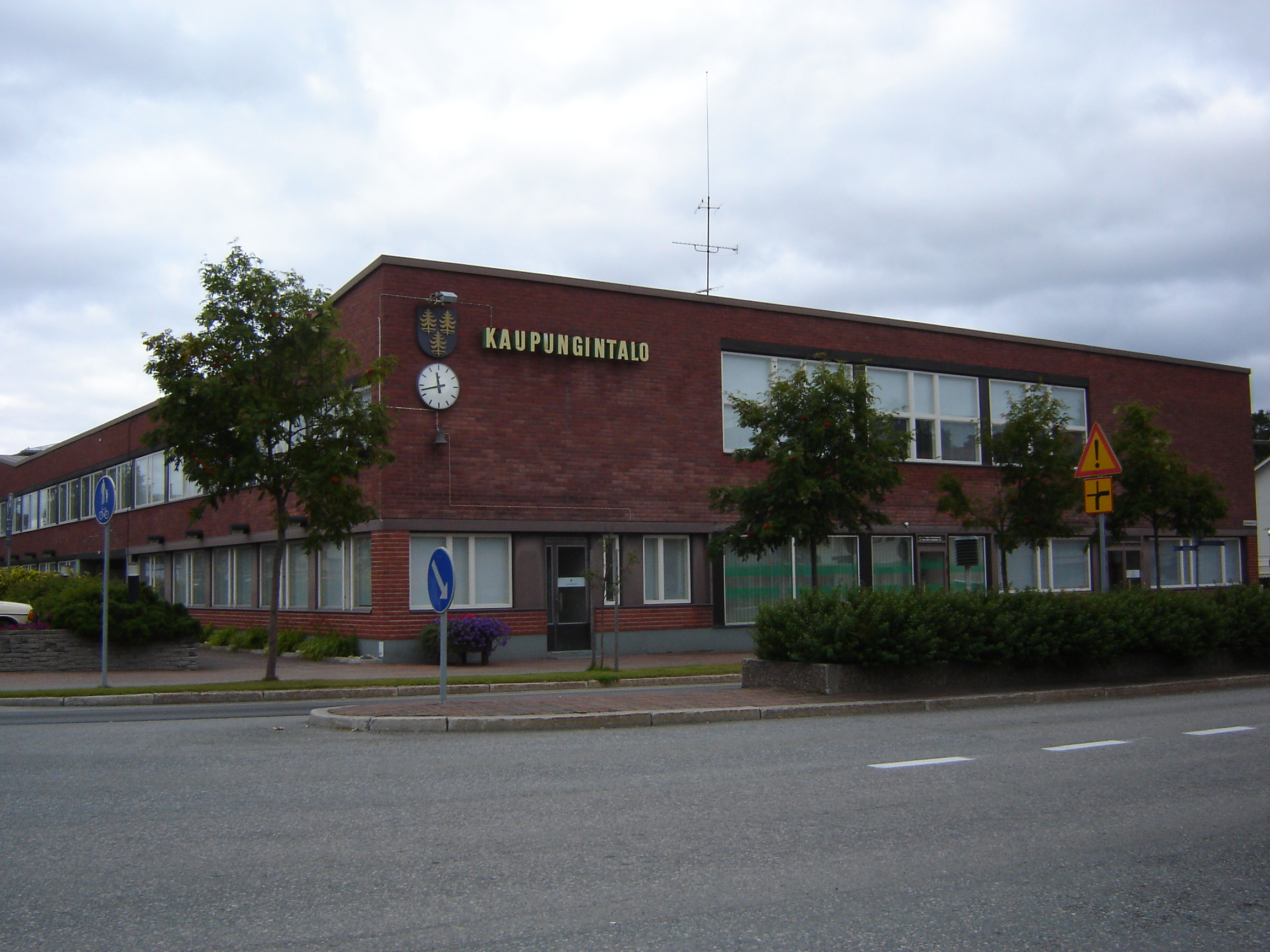
Kuhmos stadshus.

Kuhmo är en stad och kommun i landskapet Kajanaland i f.d. Uleåborgs län. Kuhmo har 7 928 invånare och har en yta på 5 456,78 km², varav 650,47 km² är vatten. Kuhmo blev stad år 1986 och är en enspråkigt finsk kommun.

## Historia
1 januari 1937 ändrades kommunens namn från Kuhmoniemi till Kuhmo. Kuhmo var skådeplatsen för ett slag under finska vinterkriget 1940. 

## Tätorter
Vid tätortsavgränsningen den 31 december 2021 fanns endast en tätort inom Kuhmo stads område: Kuhmo centraltätort med 5 034 invånare.

## Politik

### Mandatfördelning i Kuhmo stad, valen 1976–2021
| 9 | 3 |  | 14 | 2 | 2 | 4 |

| 9 | 3 |  | 14 | 3 | 5 |

| 7 | 3 | 3 | 15 | 2 | 5 |

| 6 | 4 |  | 18 | 2 | 4 |

| 6 | 5 | 2 |  | 16 | 2 | 3 |

| 4 | 4 |  | 21 |  | 4 |

| 5 | 4 | 21 | 2 | 3 |

| 4 | 5 | 22 |  | 3 |

| 25 | 10 |

| 3 | 7 |  |  | 18 | 2 | 3 |

| 25 | 10 |

| 2 | 5 | 2 | 7 | 15 |  | 3 |

| 25 | 10 |

| 2 | 4 | 2 | 7 | 16 | 2 | 2 |

| 24 | 11 |

|  | 2 |  | 6 | 13 |  | 3 |

| 16 | 11 |

## Demografi

### Befolkningsutveckling
| Befolkningsutvecklingen i Kuhmo stad 1975–2020                                                               | Befolkningsutvecklingen i Kuhmo stad 1975–2020 | Befolkningsutvecklingen i Kuhmo stad 1975–2020 | Befolkningsutvecklingen i Kuhmo stad 1975–2020 | Befolkningsutvecklingen i Kuhmo stad 1975–2020 |
| --- | ---------------------------------------------- | ---------------------------------------------- | ---------------------------------------------- | ---------------------------------------------- |
| |                                                |                                                |                                                |                                                |
| År |                                                |                                                | Folkmängd                                      |                                                |
| 1975 | 1975                                           |                                                | 13 584                                         |                                                |
| 1980 | 1980                                           |                                                | 13 900                                         |                                                |
| 1985 | 1985                                           |                                                | 13 526                                         |                                                |
| 1990 | 1990                                           |                                                | 12 878                                         |                                                |
| 1995 | 1995                                           |                                                | 12 356                                         |                                                |
| 2000 | 2000                                           |                                                | 11 167                                         |                                                |
| 2005 | 2005                                           |                                                | 10 271                                         |                                                |
| 2010 | 2010                                           |                                                | 9 492                                          |                                                |
| 2015 | 2015                                           |                                                | 8 806                                          |                                                |
| 2020 | 2020                                           |                                                | 8 042                                          |                                                |
| Anm: Uppgifterna avser förhållandena den 31 december nämnda år enligt områdesindelningen den 1 januari 2022. |                                                |                                                |                                                |                                                |

### Språk
Befolkningen efter språk (modersmål) den 31 december 2022. Finska, svenska och samiska räknas som inhemska språk då de har officiell status i landet. Resten av språken räknas som främmande. För språk med färre än 10 talare är siffran dold av Statistikcentralen på grund av sekretesskäl.
| Språk                        | Talare 2022-12-31 | Talare 2022-12-31 |
| Språk                        | Antal             | Andel (%)         |
| ---------------------------- | ----------------- | ----------------- |
| Hela befolkningen            | 7 755             | 100,0             |
| Inhemska språk totalt        | 7 553             | 97,4              |
| Finska                       | 7 549             | 97,3              |
| Svenska                      | 4                 | 0,1               |
| Främmande språk totalt       | 202               | 2,6               |
| Ryska                        | 151               | 1,9               |
| Estniska                     | 10                | 0,1               |
| Språk med färre än 10 talare | 41                | 0,5               |

|  | Finska (97,3 %) |

|  | Svenska (0,1 %) |

|  | Främmande språk (2,6 %) |

|  | Finska (97,3 %) |

|  | Svenska (0,1 %) |

|  | Främmande språk (2,6 %) |